# Halka (film 1937)
Halka – polski film fabularny z 1937 roku, będący filmową inscenizacją opery Stanisława Moniuszki o takim samym tytule, do słów Włodzimierza Wolskiego. Dialogi do filmu napisał Jarosław Iwaszkiewicz.

## Treść
Panicz Janusz nawiązuje romans z prostą dziewczyną o imieniu Halka. Jakiś czas później młodzieniec wyjeżdża do Krakowa, gdzie poznaje córkę stolnika, Zofię. Zakochana Halka nie może się doczekać powrotu ukochanego i wyrusza do Krakowa w towarzystwie górala Jontka, swojego dawnego amanta. Przybywają do domu stolnika w chwili ogłoszenia zaręczyn Janusza z Zofią. Panicz każe ich wypędzić. Zrozpaczona Halka wraca do wsi i tam dowiaduje się o śmierci swego dziecka, popada w obłęd. Po pewnym czasie odbywa się we wsi ślub Janusza z Zofią. Halka chce podpalić kościół, w którym znajduje się niewierny kochanek. W ostatniej chwili opamiętuje się, jednak z żalu rzuca się do wody.

## Główne role
- Liliana Zielińska – Halka
- Ewa Bandrowska-Turska – Halka (śpiew)
- Władysław Ladis-Kiepura – Jontek
- Witold Zacharewicz – Janusz
- Leokadia Pancewiczowa – matka Janusza
- Jerzy Leszczyński – stolnik
- Janina Wilczówna – Zofia, córka stolnika
- Seweryna Broniszówna – chrzestna Halki
- Ludwik Fritschke – sługa Maciej
- Stanisław Grolicki – rządca Damazy
- Janina Krzymuska – stara góralka
- Bolesław Bolko – szlachcic
- Helena Marusarzówna – dublerka Liliany Zielińskiej